# Herbert S. Gutowsky
Herbert Sander Gutowsky (* 8. November 1919 in Bridgman, Michigan; † 13. Januar 2000 in Urbana, Illinois) war ein US-amerikanischer Chemiker. Er ist ein Pionier in der Magnetresonanzspektroskopie (NMR), die er als einer der ersten auf die Chemie anwandte (Chemische Verschiebung).
Gutowsky wuchs auf einer Farm auf und studierte an der Indiana University (Bachelor 1940), an der University of California, Berkeley, wo er 1946 seinen Masterabschluss machte, und an der Harvard University, wo er bei George Kistiakowsky mit der Arbeit Problems in molecular structure and the solid state: Part I. The infrared and raman spectra of dimethyl mercury and dimethyl zinc. Part II. Nuclear magnetic resonance absorption, molecular structure and the nature of the solid state promoviert wurde. Ab 1948 war er an der University of Illinois at Urbana-Champaign, ab 1955 mit einer vollen Professur. 1967 wurde er dort Leiter der Chemie-Fakultät. 1970 gründete er die School of Chemical Sciences an der Universität, die er bis 1983 als Direktor leitete. 
Neben NMR beschäftigte er sich auch mit EPR (Electron Paramagnetic Resonance). In den 1970er und 1980er Jahren untersuchte er die Photosynthese.
1983/84 erhielt er den Wolf-Preis in Chemie und außerdem den Langmuir Award, den Kistiakowsky-Preis und den Peter-Debye-Preis. 1962 wurde er Fellow der American Physical Society. Er war seit 1960 Mitglied der National Academy of Sciences, und 1969 wurde er in die American Academy of Arts and Sciences gewählt. 1982 wurde er gewähltes Mitglied der American Philosophical Society.

## Schriften
- The coupling of chemical and nuclear magnetic phenomena, in D. M. Grant, R. K. Harris (Hrsg.) Encyclopedia of NMR, Wiley 1996